# Техасский университет A&M

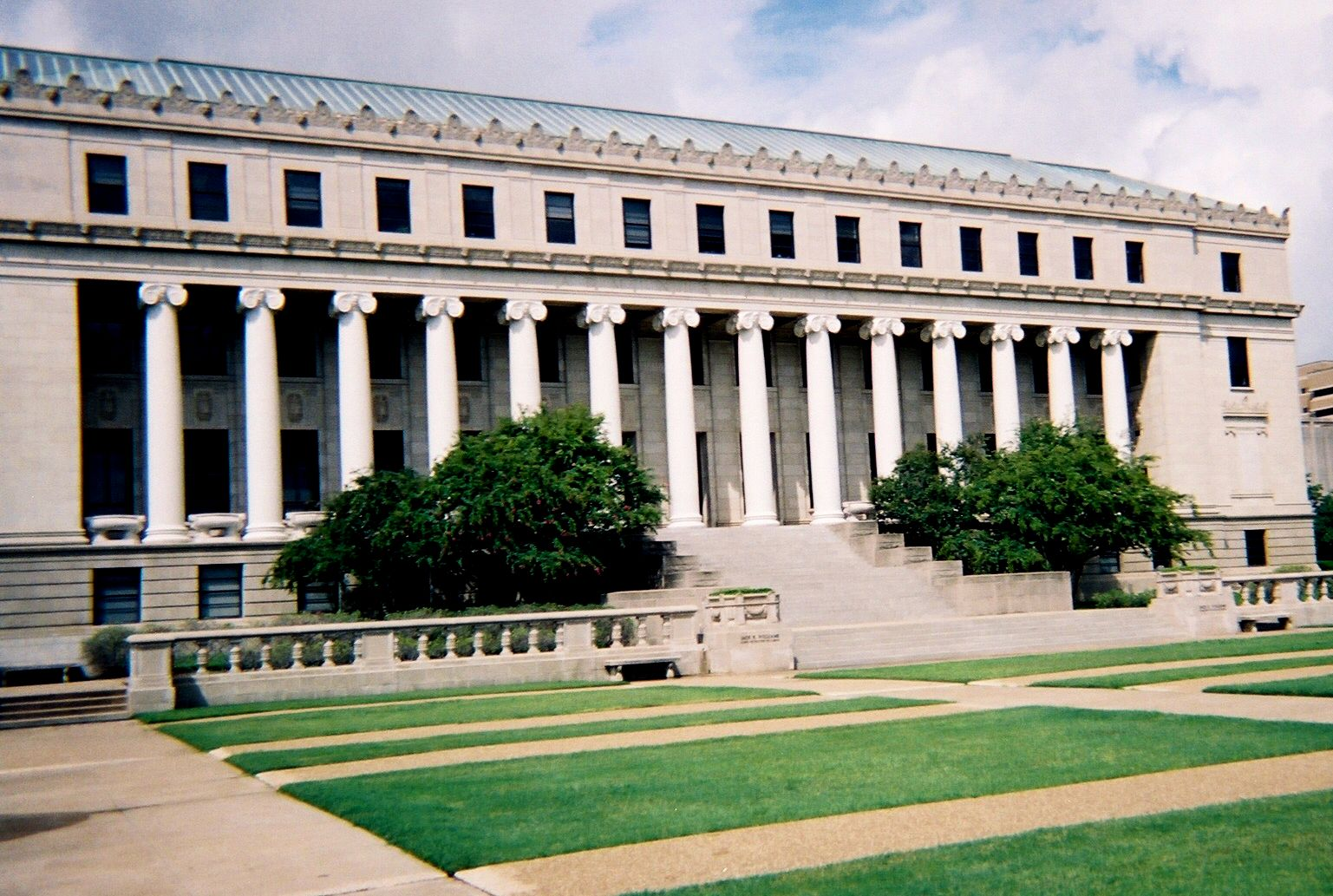
Административное здание университета

Техасский университет A&M (англ. Texas A&M University; сокр. Texas A&M, A&M или TAMU) — высшее образовательное учреждение, находящееся в городе Колледж-Стейшен в Техасе, США.
Университет является флагманским вузом системы университетов A&M, седьмым университетом в США по размерам, а также самым большим в Техасе. Университет занимается широким рядом исследований в области землепользования, океанологии и космонавтики. Многие проекты финансируются такими организациями, как НАСА, Национальные институты здравоохранения США, Национальный научный фонд и Управление военно-морских исследований. Университет входит в число 20 вузов США, получающих наибольшее финансирование, и внёс значительный вклад в такие области, как клонирование животных и растений и нефтепромысловое дело.

## История
В 1862 году Конгресс США принял закон Моррилла, на основании которого на аукцион можно было выставлять государственные земельные участки для сбора пожертвований на создание учебных заведений. В 1871 году Законодательное собрание Техаса использовало эти средства для создания первого в штате государственного высшего учебного заведения — Сельскохозяйственного и механического колледжа Техаса (Agricultural and Mechanical College of Texas или Texas A.M.C.), а округ Бразос пожертвовал около 10 км² земли недалеко от города Брайана, штат Техас, для кампуса учебного заведения. Некоторое время учеников официально называли «Фермеры», прозвище «Агги» (распространенное для учащихся в школах, в значительной степени ориентированных на сельское хозяйство) завоевало популярность и стало официальным прозвищем студенческого сообщества в 1949 году.
Первый день занятий был назначен на 2 октября 1876 года, но так как на учёбу в первый день было зачислено только шесть студентов, занятия были отложены и официально начались 4 октября 1876 года с шестью преподавателями и сорока студентами. К концу весеннего семестра 1877 года было уже 106 студентов. Количество студентов Техасского колледжа A&M увеличилось до 258, а затем снизилось до 108 человек в 1883 году, когда в Остине открылся Техасский университет. В конце 1880-х годов многие жители Техаса не видели необходимости в их штате двух колледжей и выступали за упразднение Техасского колледжа A&M. В 1891 году колледж был спасен от возможного закрытия его новым президентом — Лоуренсом Россом, бывшим губернатором Техаса и уважаемым бригадным генералом Конфедерации. После его смерти в 1898 году, в 1918 году на площади, ныне называемой Академической, была установлена статуя в честь Росса и его достижений в истории Техасского колледжа A&M. Под давлением Законодательного собрания Техаса в 1911 году колледж разрешил женщинам посещать занятия в течение летнего семестра. В 1915 году он расширил свою академическую деятельность, создав Школу ветеринарной медицины.
Многие выпускники Техасского колледжа A&M служили в армии во время Первой мировой войны, более 1200 из них служили офицерами. После войны колледж быстро рос и получил национальное признание за свои программы в области сельского хозяйства, инженерии и военной науки. В 1924 году в нём была организована аспирантура, в 1940 году присуждена первая докторская степень. Многие воспитанники колледжа также служили в армии во время Второй мировой войны. В начале войны он был выбран в качестве одного из шести инженерных колледжей для участия в Программе обучения электронике и Программе обучения персонала ВМС для обслуживания недавно созданных радиолокационных систем. 29 выпускников Техасского колледжа A&M дослужились до звания генерала.
Зачисление в колледж резко возросло после войны, так как многие бывшие солдаты использовали закон о военнослужащих для финансирования своего образования. В 1948 году законодательный орган штата учредил кампус Texas A&M College Station в качестве флагмана системы университетов A&M. 1 июля 1959 года генерал-майор Джеймс Эрл Раддер, выпускник этого учебного заведения 1932 года, стал 16-м президентом колледжа. При поддержке сенатора штата — Уильяма Мура, также известного как «отца современного Техасского университета A&M», Законодательное собрание Техаса одобрило предложение Раддера о существенном расширении строительства заводов, модернизации учебных объектов, диверсификации и расширении студенческого состава за счет приема женщин и представителей меньшинств и добровольного членства в Кадетском корпусе. Этот же законодательный орган официально переименовал колледж в Техасский университет A&M.

## Деятельность
По состоянию на осень 2021 года Техасский университет A&M был крупнейшим государственным американским университетом, в котором обучалось 72 982 студента в 17 академических колледжах. Среди студентов — представители из всех 50 штатов США и более 120 зарубежных стран. Жители Техаса составляют 86,27% студенческого населения.
С более чем полумиллионом выпускников, университет имеет одну из крупнейших и наиболее активных групп выпускников в Америке. Многие выпускники достигли местной, национальной и международной известности. Хорхе Кирога и Мартин Торрихос были главами государств Боливии и Панамы соответственно. Рик Перри занимал пост министра энергетики США и баллотировался в качестве кандидата в президенты США в 2012 году. Конгрессмен Луи Гомерт также является выпускником этого вуза. Уильям Пэйлз, Майкл Фоссум и Стивен Суонсон стали астронавтами НАСА. Холли Райдингс стала первой женщиной, главным полетным директором НАСА.
См. также: Выпускники Техасского университета A&M
В числе известных преподавателей университет девять лауреатов Нобелевской премии: Дерек Бартон, Шелдон Глэшоу, Роберт Граббс, Дадли Хершбах, Джек Килби, Дэвид Ли и Вернон Смит.